# Prosoplus carinicollis
Prosoplus carinicollis är en skalbaggsart som först beskrevs av Francis Polkinghorne Pascoe 1864.  Prosoplus carinicollis ingår i släktet Prosoplus och familjen långhorningar. Inga underarter finns listade i Catalogue of Life.